# فولتا الغارف 2019
فولتا الغارف 2019 (بالإنجليزية: 2019 Volta ao Algarve)‏ هو سباق دراجات هوائية، وهو الموسم رقم 45 من السباق، وأقيم خلال الفترة 20 فبراير 2019، وحتى 24 فبراير 2019، وامتدّ لمسافة 778.6 كيلومتر، وهو أحد سباقات طواف أوروبا للدراجات 2019، وهو من نوع سباق المرحلة، وقد شارك في السباق 168 متسابقاً.
فاز فيه بالمركز الأول تادي بوجار، وبالمركز الثاني سورين كراغ أندرسن، وبالمركز الثالث ووت بويلس.

## الفرق
| فرق عالمية (12)- Bora-hansgrohe - CCC Team - Deceuninck-Quick Step - جروباما-إف دي جي - Team Jumbo-Visma - Dimension Data - Katusha-Alpecin - Sky - Team Sunweb - Trek-Segafredo - UAE Team Emirates - Lotto Soudal فرق قارية محترفة (4)- كاجا رورال-سيغوروس 2019 ‏ - Cofidis, Solutions Crédits - W52–FC Porto ‏ - Wanty-Groupe Gobert فرق قارية (8)- Louletano Desportos Clube (cycling) ‏ - Sabgal–Anicolor ‏ - Credibom–LA Alumínios–Marcos Car ‏ - Tavfer–Ovos Matinados–Mortágua ‏ - Rádio Popular–Paredes–Boavista ‏ - AP Hotels & Resorts–Tavira–SC Farense ‏ - كيلي - سيمولدز يو دي أو ‏ - أنترت فيرينسي ‏ |  |
| |  |

## المراحل
| قائمة المراحل | قائمة المراحل | قائمة المراحل          | قائمة المراحل      | قائمة المراحل | قائمة المراحل   | قائمة المراحل |
| المرحلة       | التاريخ       | الدورة                 |                    | المسافة (كم)  | الفائز بالمرحلة | القائد العام  |
| ------------- | ------------- | ---------------------- | ------------------ | ------------- | --------------- | ------------- |
| 1             | 20 فبراير     | بورتيماو – لاغوس       | مرحلة مستوية       | 199٫1         | فابيو جاكوبسن   | فابيو جاكوبسن |
| 4             | 23 فبراير     | ألبوفيرا – تاويرا      | مرحلة مستوية       | 198٫3         | ديلان جروينويغن | تادي بوجار    |
| 3             | 22 فبراير     | لاجوا – لاجوا          | فردي ضد الساعة     | 20٫3          | ستيفان كونغ     | تادي بوجار    |
| 2             | 21 فبراير     | المدور – Fóia ‏         | مرحلة جبلية        | 187٫4         | تادي بوجار      | تادي بوجار    |
| 5             | 24 فبراير     | فارو – Alto do Malhão ‏ | مرحلة جبلية متوسطة | 173٫5         | زدينيك ستيبار   | تادي بوجار    |

## النتيجة

### مرحلة 1
هي مرحلة مسطحة، أجريت في 20 فبراير 2019 فاز بالمرحلة فابيو جاكوبسن، ومتصدر الترتيب العام في نهاية المرحلة فابيو جاكوبسن.
| التصنيف العام         | التصنيف العام     | التصنيف العام    | التصنيف العام          | التصنيف العام     |
| الدراج                | الدراج            | البلد            | الفريق                 | الوقت             |
| --------------------- | ----------------- | ---------------- | ---------------------- | ----------------- |
| 1.                    | فابيو جاكوبسن     | هولندا           | Deceuninck-Quick Step  | 4 س 52 دقيقة 59 ث |
| 2.                    | ارنو ديمار        | فرنسا            | Groupama-FDJ           | + 0 ث             |
| 3.                    | باسكال أكرمان     | ألمانيا          | بورا هانسغروه          | + 0 ث             |
| 4.                    | سيموني كونسوني    | إيطاليا          | فريق الإمارات          | + 0 ث             |
| 5.                    | جاسبر دي بويست    | بلجيكا           | لوتو سودال             | + 0 ث             |
| 6.                    | سورين كراغ أندرسن | الدنمارك         | سنويب                  | + 0 ث             |
| 7.                    | إدوارد ثيونس      | بلجيكا           | تريك سيغافريدو         | + 0 ث             |
| 8.                    | جون ابرستوري      | إسبانيا          | Caja Rural-Seguros RGA | + 0 ث             |
| 9.                    | كريستوف لابورت    | فرنسا            | كوفيديس                | + 0 ث             |
| 10.                   | نيلسون بوولس      | الولايات المتحدة | Jumbo-Visma            | + 0 ث             |
| مصدر: ProCyclingStats |                   |                  |                        |                   |

### مرحلة 2
هي مرحلة جبلية، أجريت في 21 فبراير 2019 فاز بالمرحلة تادي بوجار، ومتصدر الترتيب العام في نهاية المرحلة تادي بوجار.
| التصنيف العام         | التصنيف العام     | التصنيف العام    | التصنيف العام         | التصنيف العام     |
| الدراج                | الدراج            | البلد            | الفريق                | الوقت             |
| --------------------- | ----------------- | ---------------- | --------------------- | ----------------- |
| 1.                    | تادي بوجار        | سلوفينيا         | فريق الإمارات         | 9 س 51 دقيقة 24 ث |
| 2.                    | ووت بويلس         | هولندا           | سكاي                  | + 1 ث             |
| 3.                    | إنريك ماس         | إسبانيا          | Deceuninck-Quick Step | + 3 ث             |
| 4.                    | سام أومن          | هولندا           | سنويب                 | + 5 ث             |
| 5.                    | ديفيد دي لا كروز  | إسبانيا          | سكاي                  | + 21 ث            |
| 6.                    | سورين كراغ أندرسن | الدنمارك         | سنويب                 | + 51 ث            |
| 7.                    | جواو رودريغوس     | البرتغال         | W52-FC Porto          | + 1 دقيقة 29 ث    |
| 8.                    | أمارو أنتونز      | البرتغال         | CCC                   | + 1 دقيقة 42 ث    |
| 9.                    | نيلسون بوولس      | الولايات المتحدة | Jumbo-Visma           | + 1 دقيقة 46 ث    |
| 10.                   | مارك هيرشي        | سويسرا           | سنويب                 | + 1 دقيقة 46 ث    |
| مصدر: ProCyclingStats |                   |                  |                       |                   |

### مرحلة 3
هي مرحلة من نوع سباق فردي ضد الساعة، أجريت في 22 فبراير 2019 فاز بالمرحلة ستيفان كونغ، ومتصدر الترتيب العام في نهاية المرحلة تادي بوجار.
| التصنيف العام         | التصنيف العام     | التصنيف العام    | التصنيف العام         | التصنيف العام      |
| الدراج                | الدراج            | البلد            | الفريق                | الوقت              |
| --------------------- | ----------------- | ---------------- | --------------------- | ------------------ |
| 1.                    | تادي بوجار        | سلوفينيا         | فريق الإمارات         | 10 س 16 دقيقة 14 ث |
| 2.                    | إنريك ماس         | إسبانيا          | Deceuninck-Quick Step | + 31 ث             |
| 3.                    | سورين كراغ أندرسن | الدنمارك         | سنويب                 | + 36 ث             |
| 4.                    | ووت بويلس         | هولندا           | سكاي                  | + 37 ث             |
| 5.                    | ديفيد دي لا كروز  | إسبانيا          | سكاي                  | + 57 ث             |
| 6.                    | سام أومن          | هولندا           | سنويب                 | + 1 دقيقة 08 ث     |
| 7.                    | زدينيك ستيبار     | التشيك           | Deceuninck-Quick Step | + 2 دقيقة 12 ث     |
| 8.                    | نيلسون بوولس      | الولايات المتحدة | Jumbo-Visma           | + 2 دقيقة 13 ث     |
| 9.                    | مارك هيرشي        | سويسرا           | سنويب                 | + 2 دقيقة 35 ث     |
| 10.                   | أمارو أنتونز      | البرتغال         | CCC                   | + 2 دقيقة 43 ث     |
| مصدر: ProCyclingStats |                   |                  |                       |                    |

### مرحلة 4
هي مرحلة مسطحة، أجريت في 23 فبراير 2019 فاز بالمرحلة ديلان جروينويغن، ومتصدر الترتيب العام في نهاية المرحلة تادي بوجار.
| التصنيف العام         | التصنيف العام     | التصنيف العام    | التصنيف العام         | التصنيف العام      |
| الدراج                | الدراج            | البلد            | الفريق                | الوقت              |
| --------------------- | ----------------- | ---------------- | --------------------- | ------------------ |
| 1.                    | تادي بوجار        | سلوفينيا         | فريق الإمارات         | 15 س 12 دقيقة 28 ث |
| 2.                    | سورين كراغ أندرسن | الدنمارك         | سنويب                 | + 29 ث             |
| 3.                    | ووت بويلس         | هولندا           | سكاي                  | + 30 ث             |
| 4.                    | إنريك ماس         | إسبانيا          | Deceuninck-Quick Step | + 31 ث             |
| 5.                    | ديفيد دي لا كروز  | إسبانيا          | سكاي                  | + 57 ث             |
| 6.                    | سام أومن          | هولندا           | سنويب                 | + 1 دقيقة 28 ث     |
| 7.                    | زدينيك ستيبار     | التشيك           | Deceuninck-Quick Step | + 2 دقيقة 12 ث     |
| 8.                    | نيلسون بوولس      | الولايات المتحدة | Jumbo-Visma           | + 2 دقيقة 13 ث     |
| 9.                    | مارك هيرشي        | سويسرا           | سنويب                 | + 2 دقيقة 35 ث     |
| 10.                   | أمارو أنتونز      | البرتغال         | CCC                   | + 2 دقيقة 36 ث     |
| مصدر: ProCyclingStats |                   |                  |                       |                    |

### مرحلة 5
هي مرحلة جبلية متوسطة، أجريت في 24 فبراير 2019 فاز بالمرحلة زدينيك ستيبار، ومتصدر الترتيب العام في نهاية المرحلة تادي بوجار.
| التصنيف العام         | التصنيف العام | التصنيف العام | التصنيف العام | التصنيف العام |
| الدراج                | الدراج        | البلد         | الفريق        | الوقت         |
| --------------------- | ------------- | ------------- | ------------- | ------------- |
| مصدر: ProCyclingStats |               |               |               |               |

## التصنيف العام النهائي
| التصنيف العام         | التصنيف العام     | التصنيف العام    | التصنيف العام         | التصنيف العام      |
| الدراج                | الدراج            | البلد            | الفريق                | الوقت              |
| --------------------- | ----------------- | ---------------- | --------------------- | ------------------ |
| 1.                    | تادي بوجار        | سلوفينيا         | فريق الإمارات         | 19 س 26 دقيقة 34 ث |
| 2.                    | سورين كراغ أندرسن | الدنمارك         | سنويب                 | + 14 ث             |
| 3.                    | ووت بويلس         | هولندا           | سكاي                  | + 21 ث             |
| 4.                    | إنريك ماس         | إسبانيا          | Deceuninck-Quick Step | + 25 ث             |
| 5.                    | سام أومن          | هولندا           | سنويب                 | + 1 دقيقة 40 ث     |
| 6.                    | زدينيك ستيبار     | التشيك           | Deceuninck-Quick Step | + 1 دقيقة 54 ث     |
| 7.                    | نيلسون بوولس      | الولايات المتحدة | Jumbo-Visma           | + 2 دقيقة 50 ث     |
| 8.                    | أمارو أنتونز      | البرتغال         | CCC                   | + 2 دقيقة 52 ث     |
| 9.                    | جواو رودريغوس     | البرتغال         | W52-FC Porto          | + 3 دقيقة 27 ث     |
| 10.                   | سيمون سبيلاك      | سلوفينيا         | كاتوشا ألبيسين        | + 3 دقيقة 47 ث     |
| مصدر: ProCyclingStats |                   |                  |                       |                    |

## وصلات خارجية
- الموقع الرسمي
- لمحة عن سباق فولتا الغارف 2019 على موقع  ProCyclingStats   (برو  سايكلنج  ستاتس) - إحصاءات  محترفي  الدراجات.

- فولتا الغارف 2019 على موقع إحصائيات الدراجات الإحترافية (الإنجليزية)